# Ladogakanaal

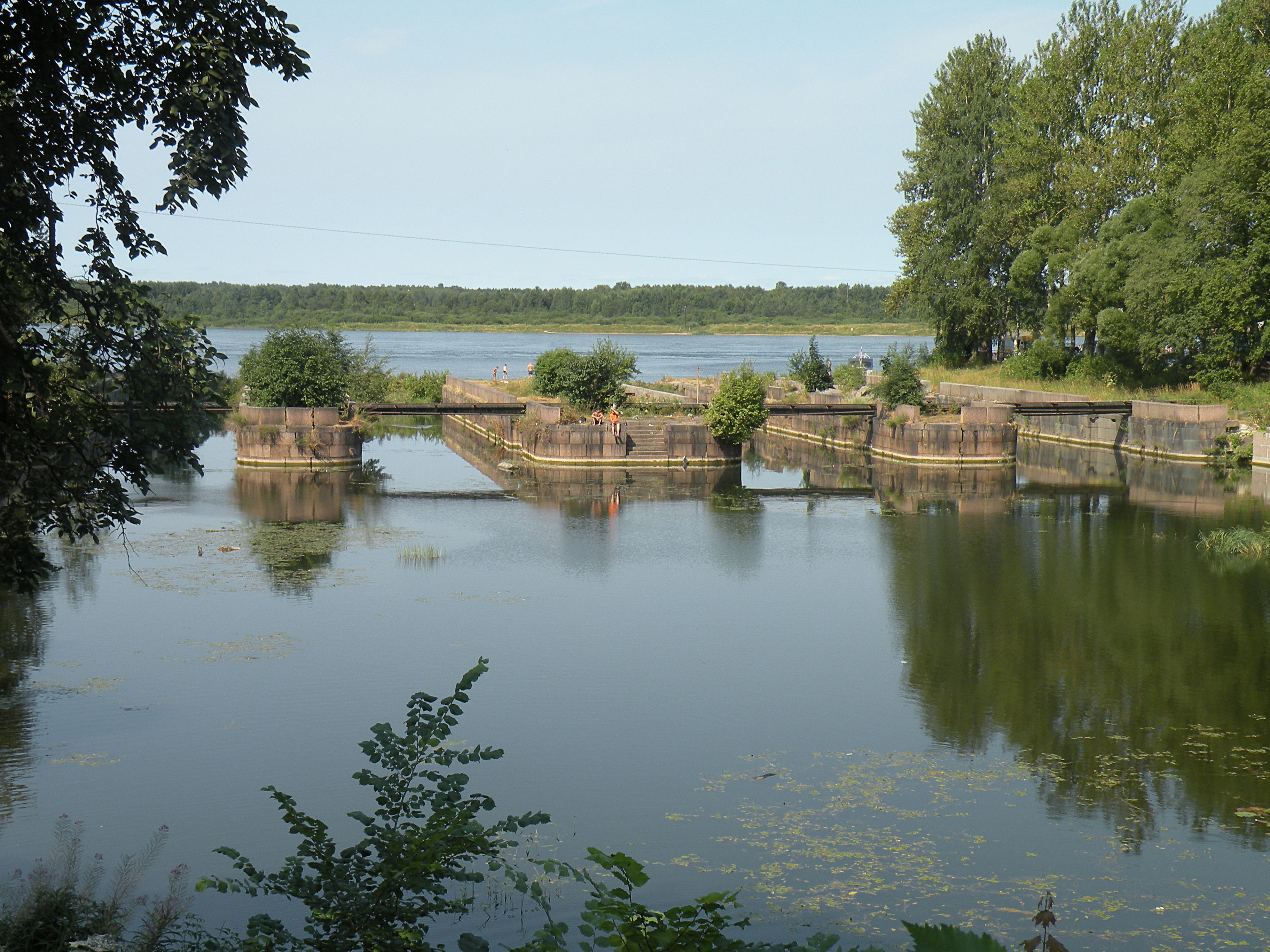
Sluizen bij Sjlisselburg

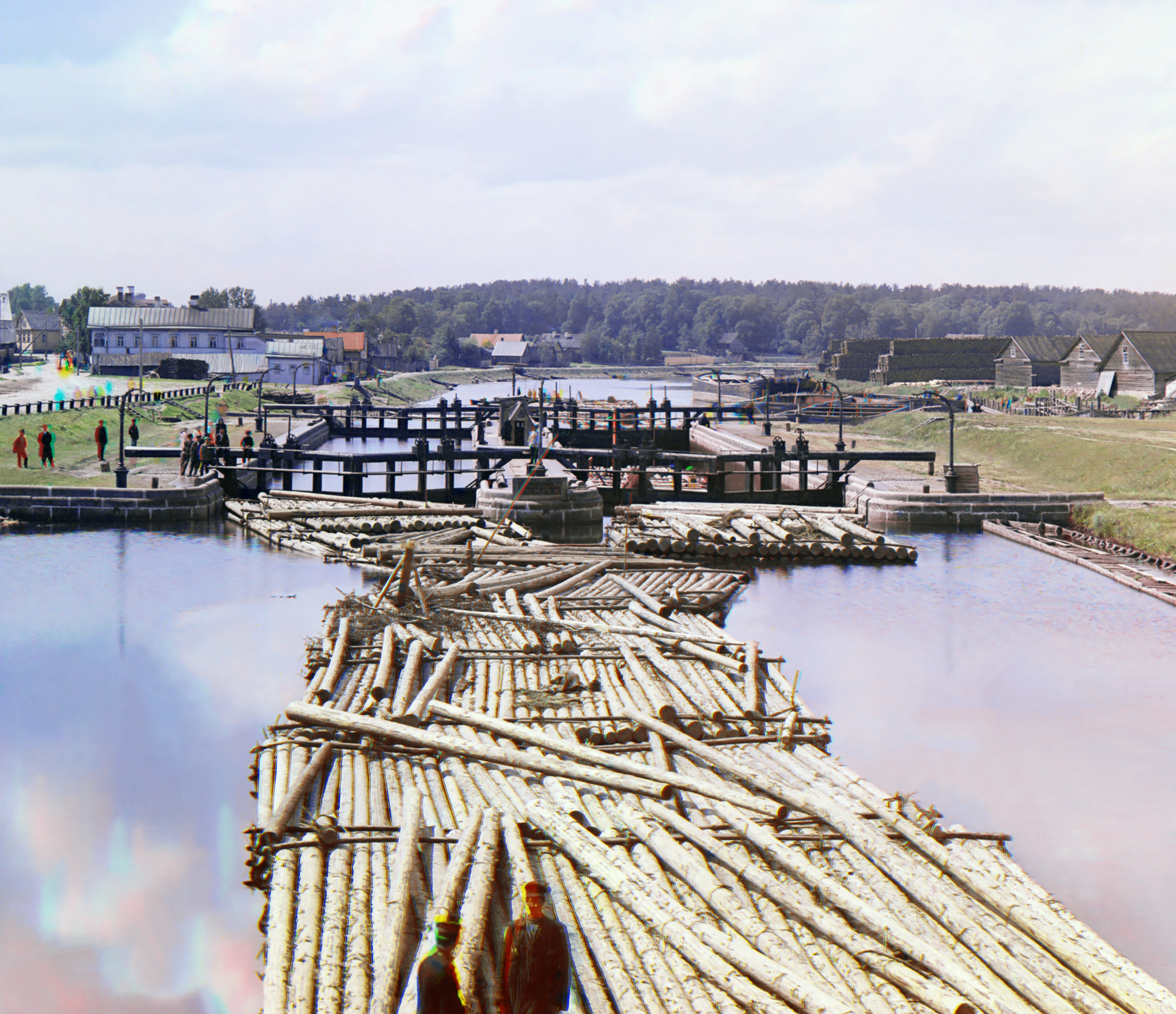
Houtvlotten op het kanaal, begin 20e eeuw

Het Ladogakanaal (Russisch: Ладожский канал, Ladozjski kanal) is een kanaal, gelegen in de Russische oblast Leningrad, dat de Neva verbindt met de Svir. Het ligt direct ten zuiden van het Ladogameer en is ongeveer 117 kilometer lang.
Het werd aangelegd om scheepvaartverkeer een veiligere oost-west passage te geven. Het weer op het Ladogameer is onberekenbaar en veel schepen zijn er gezonken. Het kanaal heeft een lengte van 117 kilometer en bestaat uit twee delen; het oude Ladogakanaal aangelegd tussen 1719–1810 en een nieuw kanaal waarvan de bouw begon in 1866 en in 1883 werd afgerond.

## Geschiedenis
Het Ladogakanaal was een project van Peter de Grote. Sint-Petersburg was een belangrijke haven geworden en het was belangrijk een goede transportroute te hebben naar het Russische achterland. Het kanaal maakt onderdeel uit van de waterwegverbinding tussen de Oostzee en de Wolga. Het deel van de route over het Ladogameer was gevaarlijk, veel schepen kwamen in problemen door stormen. De kleine schepen met platte bodems, ideaal voor het varen op de ondiepe rivieren, waren kwetsbaar bij harde wind en hoge golven. Ze sloegen om of te pletter op de kust.
In 1718 gaf Peter de Grote opdracht om een kanaal iets ten zuiden van het meer aan te leggen tussen Sjlisselburg aan de Neva en de Volchov rivier, een afstand van ongeveer 117 kilometer. Het werk begon in 1719 met Aleksandr Mensjikov als projectleider. Een slechte keus want hij had geen ervaring met dit soort bouwprojecten. Gedurende vier jaar werd 2 miljoen roebel uitgegeven en circa 7.000 mensen kwamen om bij de werkzaamheden door ziekte, honger en uitputting. De tsaar verving Mensjikov door een Duitse ingenieur Burkhard Christoph von Münnich. Het werk ging sneller, maar toen Peter de Grote in 1726 overleed, was slechts een traject van 29 kilometer voor scheepvaartverkeer geopend. De bouw kwam nadien wel in een versnelling omdat de aanvoer van materieel gemakkelijker ging nu het eerste deel van het kanaal af was. Bij Sjlisselburg en Novaja Ladoga werden sluizen aangelegd om het waterpeil te handhaven. In 1732 was het werk af en voeren de eerste schepen tussen de Volchov rivier en de Neva.
Het kanaal was ruim 20 meter breed en tussen anderhalf en twee meter diep. Soms was de diepgang minder en dit hinderde het scheepvaartverkeer; het kanaal voldeed niet aan de verwachtingen. Catharina de Grote besloot een extra traject aan te laten leggen tussen Volkhov en Sjas. Aan dit deel werd gewerkt tussen 1765 en 1802. Het derde en laatste deel van het kanaal, tussen de Sjas en de Svir, werd in de jaren 1802 tot 1810 aangelegd.
In de 19e eeuw werd het kanaal intensief gebruikt, maar het kanaal verzandde. Onder Alexander II werd besloten een nieuw kanaal aan te leggen, dit was eenvoudiger en goedkoper dan het oude kanaal op te knappen. Het nieuwe Ladogakanaal kwam nog dichter bij het Ladogameer te liggen en het werd aangelegd tussen 1866 en 1883. Dit kanaal had geen sluizen. Door de opkomst van de spoorwegen aan het begin van de 20e eeuw nam het vervoer over het kanaal af.

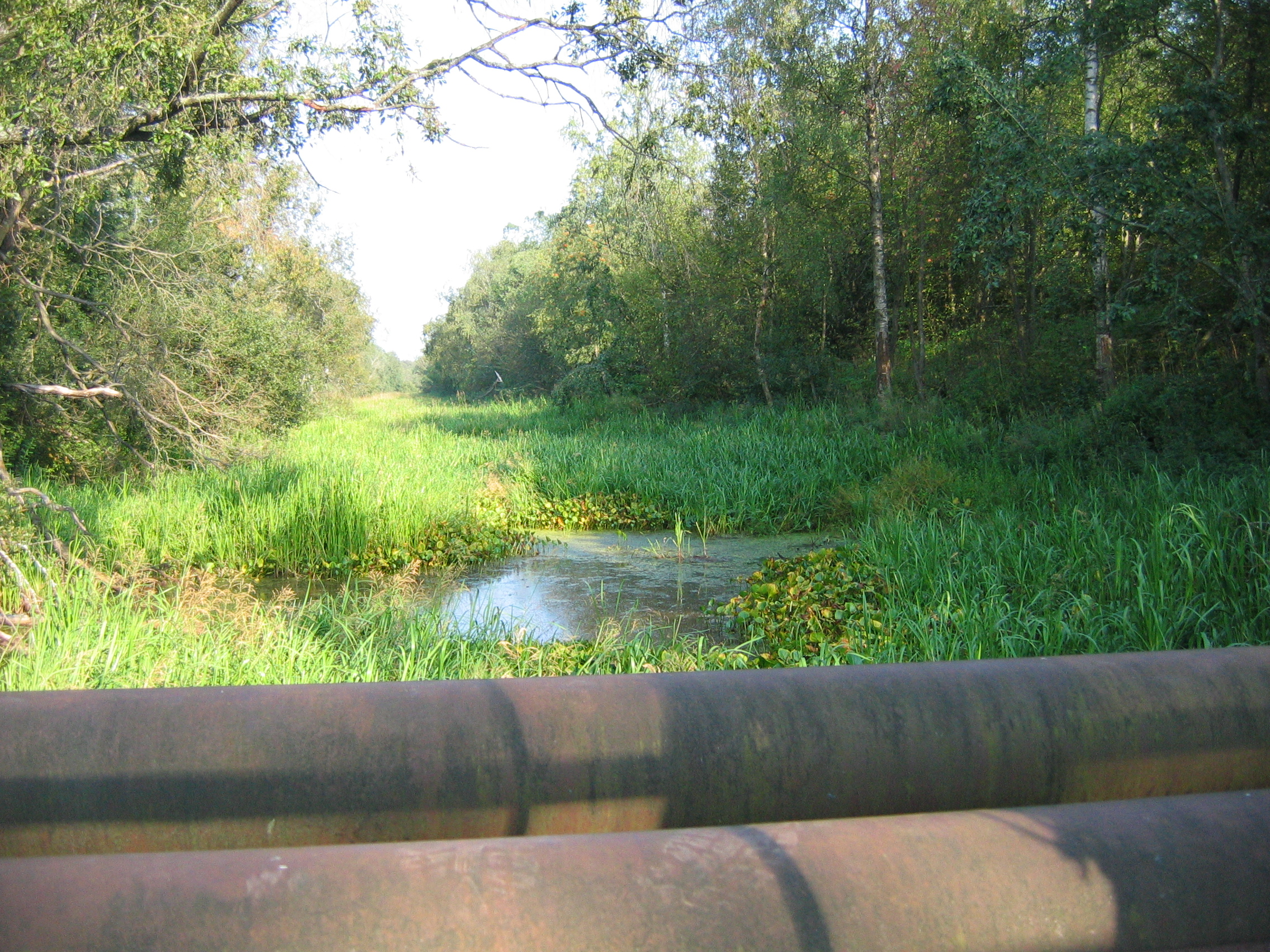
Oude Ladogakanaal tegenwoordig

Het oude kanaal staat ook bekend als Staroladozhsky en het nieuwe als Novoladozhsky. Het oude Ladogakanaal ligt er nu verwaarloosd bij en is sinds 1940 niet meer in gebruik. Het nieuwe kanaal wordt nog gebruikt, maar is alleen geschikt voor kleine schepen.